# Vuelo 2431 de Aeroméxico Connect
El vuelo 2431 de Aeroméxico Connect (SLI2431/5D2431) fue un vuelo nacional de pasajeros de Durango con destino al Aeropuerto Internacional de la Ciudad de México. Se accidentó el 31 de julio de 2018, al intentar despegar del Aeropuerto Internacional Guadalupe Victoria de Durango. En el avión, un Embraer 190, viajaban 99 pasajeros y 4 tripulantes; todos ellos sobrevivieron y 85 sufrieron algún tipo de lesión.

## Aeronave
El avión se trataba de  un Embraer ERJ-190AR, registro XA-GAL, msn 19000173. Voló en Brasil por primera vez en 2008. Fue entregado a la aerolínea estadounidense US Airways como N960UW antes de ser vendido a Midwest Airlines, que operaba como Republic Airlines Holdings; con el registro cambió a N167HQ en diciembre de 2009. Luego fue vendido a Aeroméxico Connect en 2014 y volvió a ser registrado como XA-GAL.

## Accidente
El avión intentó despegar del Aeropuerto Internacional de Durango a las 15:30 horas UTC-6, con clima lluvioso. De acuerdo a la Secretaría de Comunicaciones y Transportes, el avión estaba acelerando para despegar cuando se desvió de la pista y se detuvo a unos 460 m (1500 pies) más allá del final de la pista, en campo abierto. El fuselaje se incendió 3 o 4 minutos después del accidente, pero las 103 personas a bordo sobrevivieron.
A las 16:13 horas Tiempo del Centro, Aeroméxico informó que tenía conocimiento de un accidente ocurrido en Durango, sin aclarar más detalles por ser la primera información al respecto. Posteriormente, emitió mayor información vía Twitter y comunicados sobre lo ocurrido, A las 17:12 Tiempo del Centro, la Secretaría de Salud informaba de un saldo de 18 lesionados, 3 de ellos con lesiones graves, que más tarde se recuperaron, sin personas fallecidas. Minutos después, la Secretaría de Comunicaciones y Transportes emitió un comunicado informando sobre el percance del vuelo AM-2431 de Aeroméxico:

A las 16:00 horas de hoy, el vuelo AM-2431 con ruta Durango-Ciudad de México, sufrió un percance momentos después de despegar.
 El avión Embraer 190 transportaba 97 pasajeros y cuatro integrantes de la tripulación. Desde el primer momento los equipos de protección civil y servicios de emergencia del aeropuerto han trabajado en el rescate de los pasajeros y la tripulación a bordo.
Comunicado de Prensa de la Secretaría de Comunicaciones y Transportes

Más tarde la misma Secretaría corrigió la cifra «con 97 pasajeros, 2 infantes y 4 tripulantes a bordo». De los 99 pasajeros que había en el avión, 49 fueron hospitalizados.

## Investigación
La investigación del accidente es dirigida por la Dirección General de Aeronáutica Civil de México (DGAC), con la asistencia de la Junta Nacional de Seguridad del Transporte (NTSB) y la Administración Federal de Aviación (FAA) de Estados Unidos. El fabricante del avión, Embraer, así como el fabricante de los motores, General Electric, se sumaron para prestar asistencia adicional.
El 6 de septiembre de 2018 el director general de Aeronáutica Civil, Luis Gerardo Fonseca, declaró que durante la investigación del accidente se había encontrado evidencia de que hubo una sesión no autorizada de entrenamiento durante el despegue, ya que un piloto en entrenamiento ocupó la posición del copiloto Daniel Dardón Chávez. Por su parte el director general de Aeroméxico, Andrés Conesa, declaró que «la conducta de los tres pilotos en la cabina de mando no se llevó a cabo conforme a los protocolos establecidos, violando deliberadamente las políticas, manuales y procedimientos de nuestra compañía» y por tanto los tres pilotos fueron removidos de la empresa. Por su parte, las sobrecargos del vuelo Samantha Hernández y Brenda Zavala fueron elogiadas públicamente en redes sociales y personalmente por sus compañeros de trabajo, ya que su actuación fue clave para que todos los pasajeros del vuelo sobrevivieran.